# Sarbinowo (powiat gostyński)
Sarbinowo – wieś w Polsce położona w województwie wielkopolskim, w powiecie gostyńskim, w gminie Poniec, 13 km na północ od Rawicza. Wieś jest siedzibą sołectwa Sarbinowo w którego skład wchodzi również osada Włostki.

## Historia
Miejscowość pierwotnie związana była z Wielkopolską. Ma metrykę średniowieczną i istnieje co najmniej od XIV wieku. Po raz pierwszy wymieniana w dokumencie zapisanym po łacinie z końca 1310 jako Sarbinow, w 1369 odnotowano odmiejscowe nazwisko Scharbischopski, 1386 Sarbinowo.
Według pierwszego zachowanego zapisu w 1310 książę śląski i wielkopolski, pan Głogowa i Poznania dziedzic Królestwa Polskiego Henryk III głogowski ustanowił dystrykt w Poniecu, a w jego granicach odnotowano m.in. wieś Sarbinowo. W 1410 wieś należała do parafii Poniec. W 1430 leżała w powiecie kościańskim Korony Królestwa Polskiego.
Miejscowość była wsią szlachecką, własnością lokalnych, wielkopolskich rodów szlacheckich – Sarbinowskich oraz magnackiego rodu Górków herbu Łodzia. W 1369 Dzierżek noszący odmiejscowe nazwisko Sarbinowski wraz z innymi rycerzami wielkopolskimi zobowiązał się po śmierci króla polskiego Kazimierza Wielkiego uznać swym panem Konrada księcia oleśnickiego. W 1409 kanclerz kapituły katedry poznańskiej Mikołaj z Górki był w sporze z Januszem Abdankiem z Sowin o rozgraniczenie Sarbinowa z Sowinami oraz Przyborowem. W 1412 prowadzili oni kolejny spór sądowy z powodu zniszczenia kopca granicznego między Sarbinowem, a Przyborowem. Spór ten toczyli aż do roku 1421. W latach 1512–1523 kasztelan poznański i starosta generalny wielkopolski Łukasz II Górka z Górki Miejskiej zapisał żonie Katarzynie swoje dobra, a w nich wieś Sarbinowo. Wieś dziedziczona była później przez innych przedstawicieli rodu Górków m.in. kasztelana międzyrzeckiego Andrzeja Górkę.
Miejscowość odnotowały również historyczne spisy podatkowe. W 1530 Sarbinowo zapłaciło pobór od 6 łanów. W 1563 miał miejsce pobór od 13,5 łana oraz karczmy dorocznej. W 1564 we wsi odnotowano 6 łanów. W 1566 pobór od 9 i 3/4 łana, wiatraka dziedzicznego, karczmy dorocznej, zagrodnika. W 1580 odnotowano pobór od 15,5 łana.
W 1580 roku wieś Sarbinowo leżała w powiecie kościańskim województwa poznańskiego w Rzeczypospolitej Obojga Narodów. W końcu XVIII w. i początku XIX w. należała do rodziny Szczanieckich.
Po rozbiorach Polski miejscowość wraz z całą Wielkopolską znalazła się w zaborze pruskim. W okresie Wielkiego Księstwa Poznańskiego (1815-1848) miejscowość należała do wsi większych w ówczesnym pruskim powiecie Kröben (krobskim) w rejencji poznańskiej. Sarbinowo należało do okręgu bojanowskiego tego powiatu i stanowiło odrębny majątek. Według spisu urzędowego z 1837 roku wieś liczyła 275 mieszkańców, którzy zamieszkiwali 27 dymów (domostw). W skład majątku Sarbinowo wchodziły wówczas także: folwark Włostki (2 domy, 11 osób) oraz wieś Przyborowo (17 domów, 207 osób).
W roku 1831 do Sarbinowa zawitał najprawdopodobniej Adam Mickiewicz. Od 1873 roku wieś była w posiadaniu Czartoryskich z Rokosowa. We wsi znajduje się dwór klasycystyczny który został wzniesiony w 1800 roku przez Antoniego Szczanieckiego.
W 1909 Wieś rycerska, własność księżnej Zofii z Lubomirskich Czartoryskiej, położona była w powiecie gostyńskim rejencji poznańskiej w Wielkim Księstwie Poznańskim.
W latach 1975–1998 miejscowość należała administracyjnie do województwa leszczyńskiego.

## Urodzeni
- Tadeusz Suchorzewski – generał brygady armii Królestwa Polskiego i generał brygady powstania listopadowego.
- Józef Wróblewski – dowódca kompanii przemęckiej w powstaniu wielkopolskim[9].